# 日本國寶

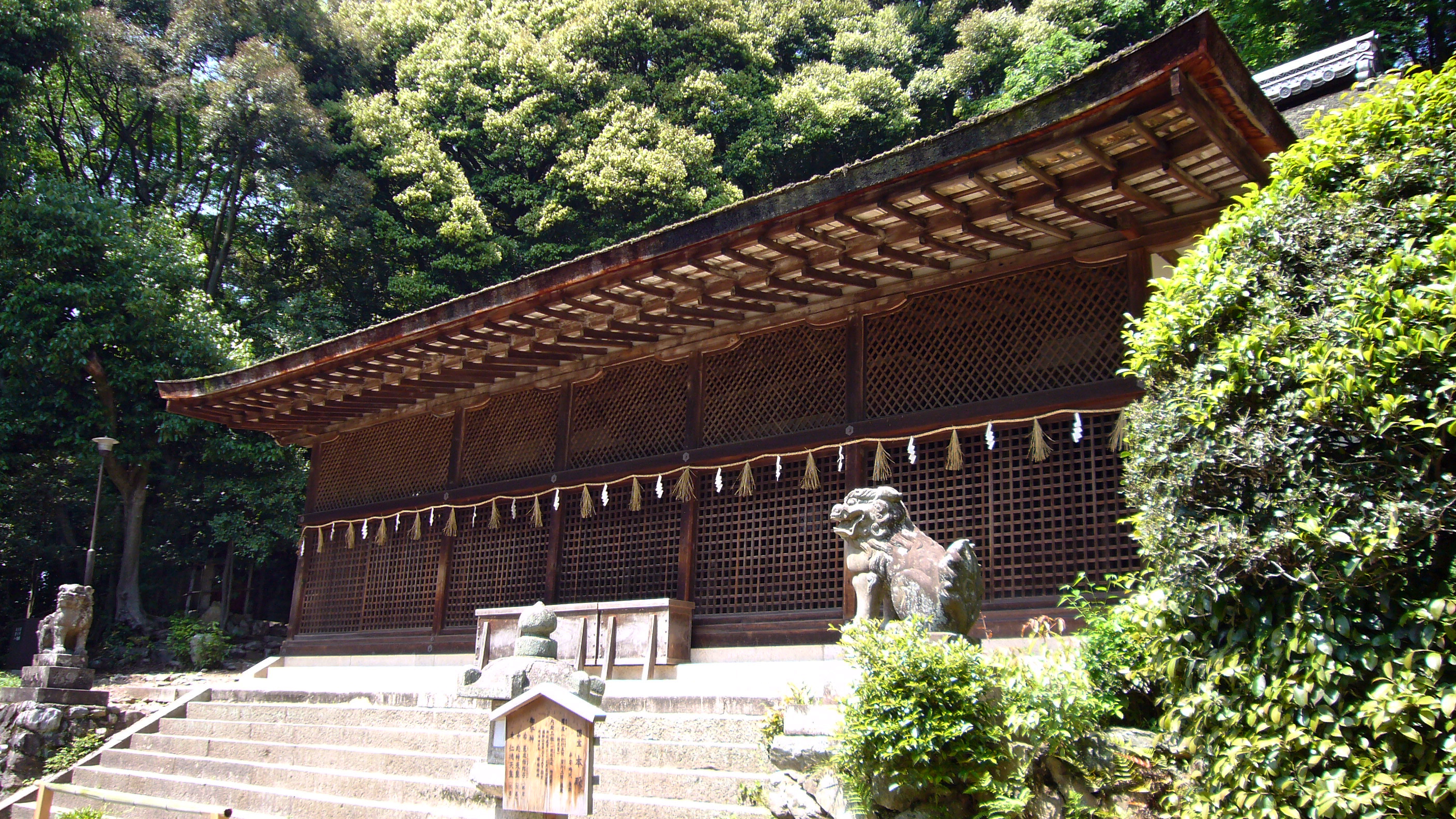
神社建築：宇治上神社本殿覆屋（宇治市）

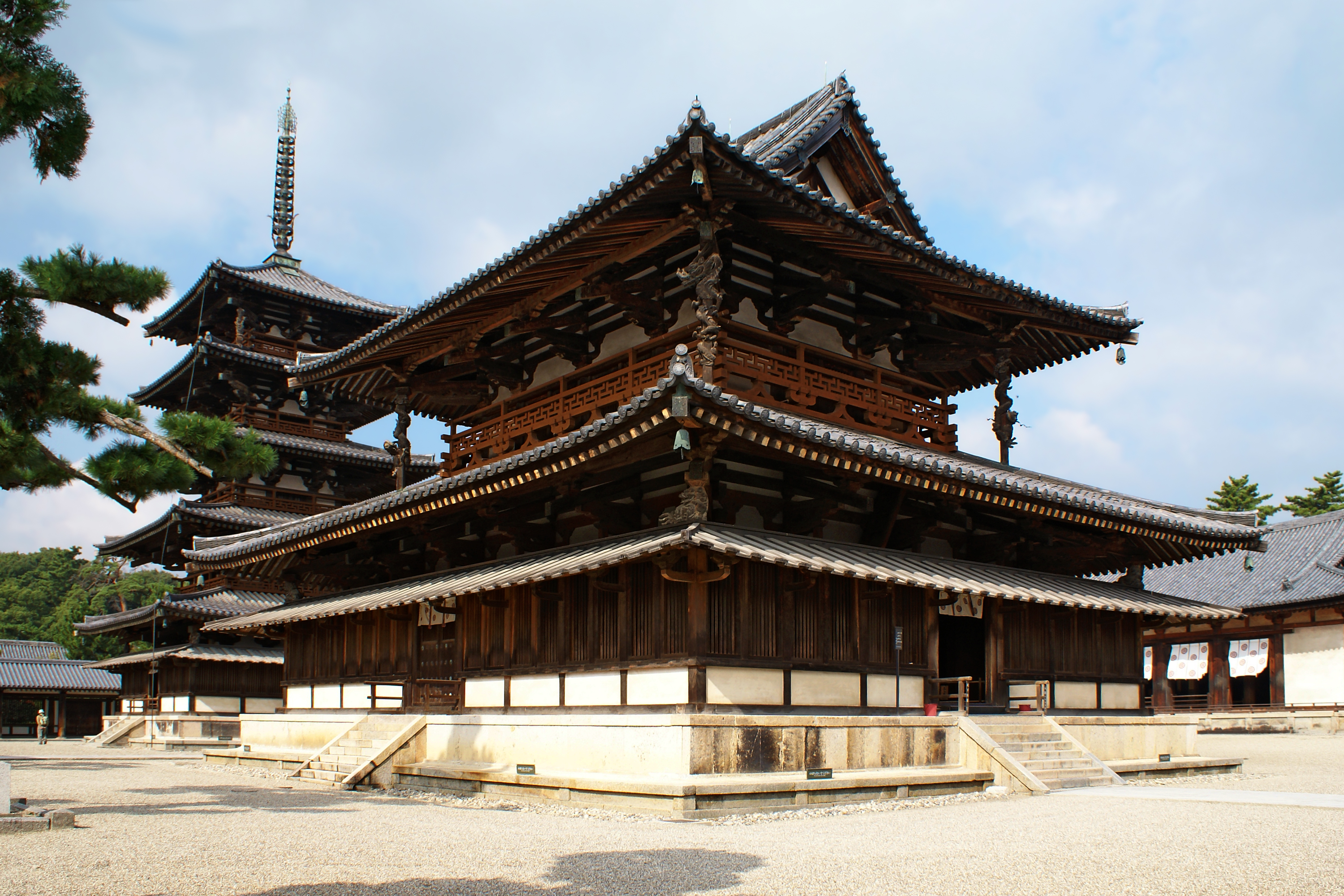
寺院建築：法隆寺金堂・五重塔（斑鳩町）

城郭建築：姫路城連立天守（姫路市）

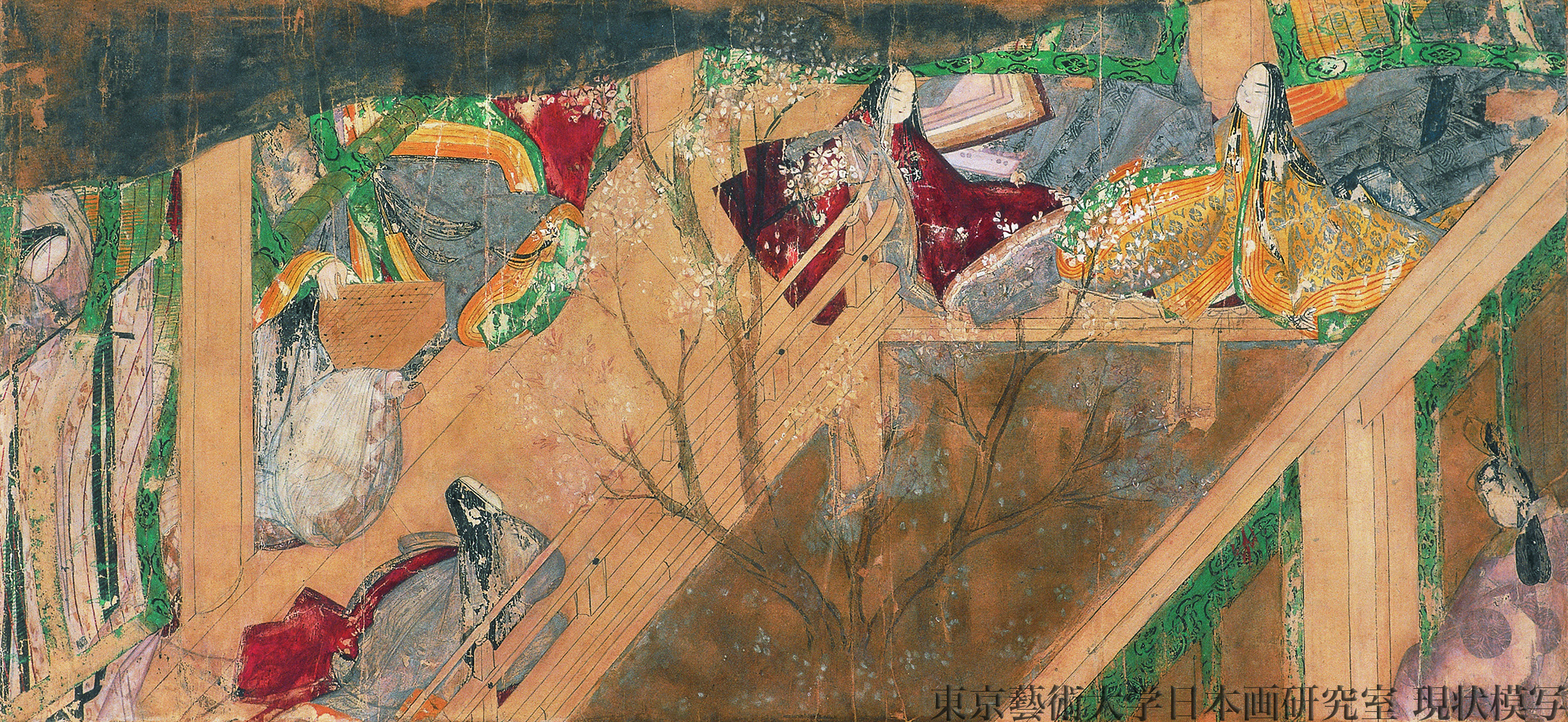
繪画：源氏物語绘卷（徳川美術館藏）

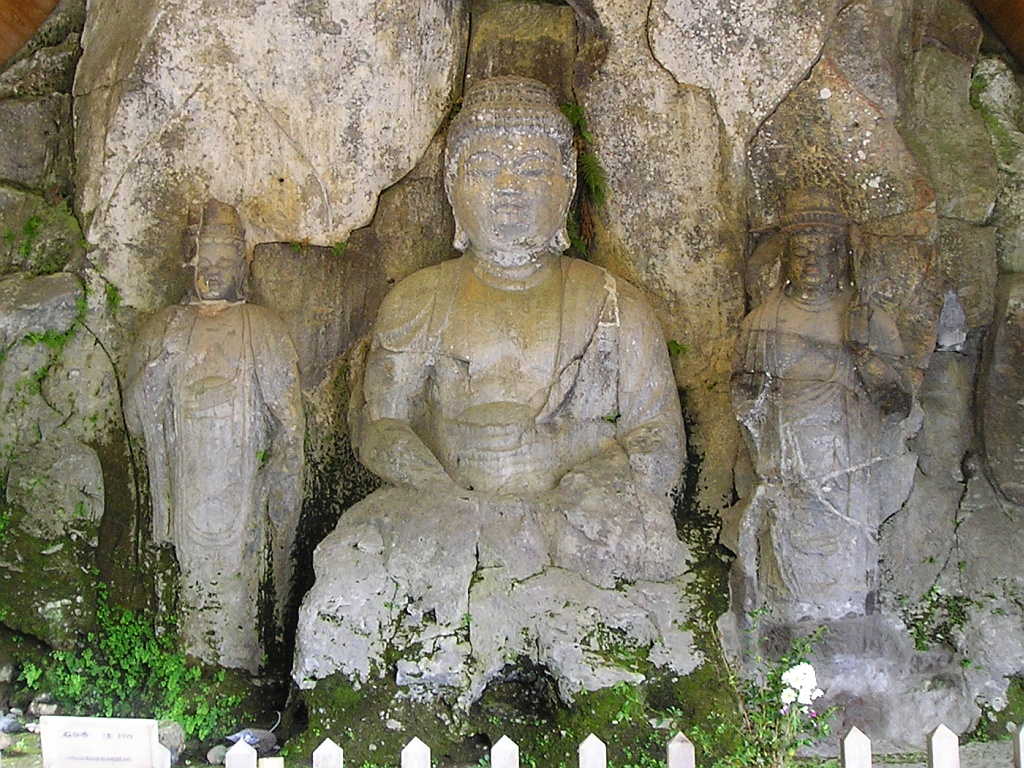
彫刻：臼杵磨崖仏（阿弥陀三尊像）

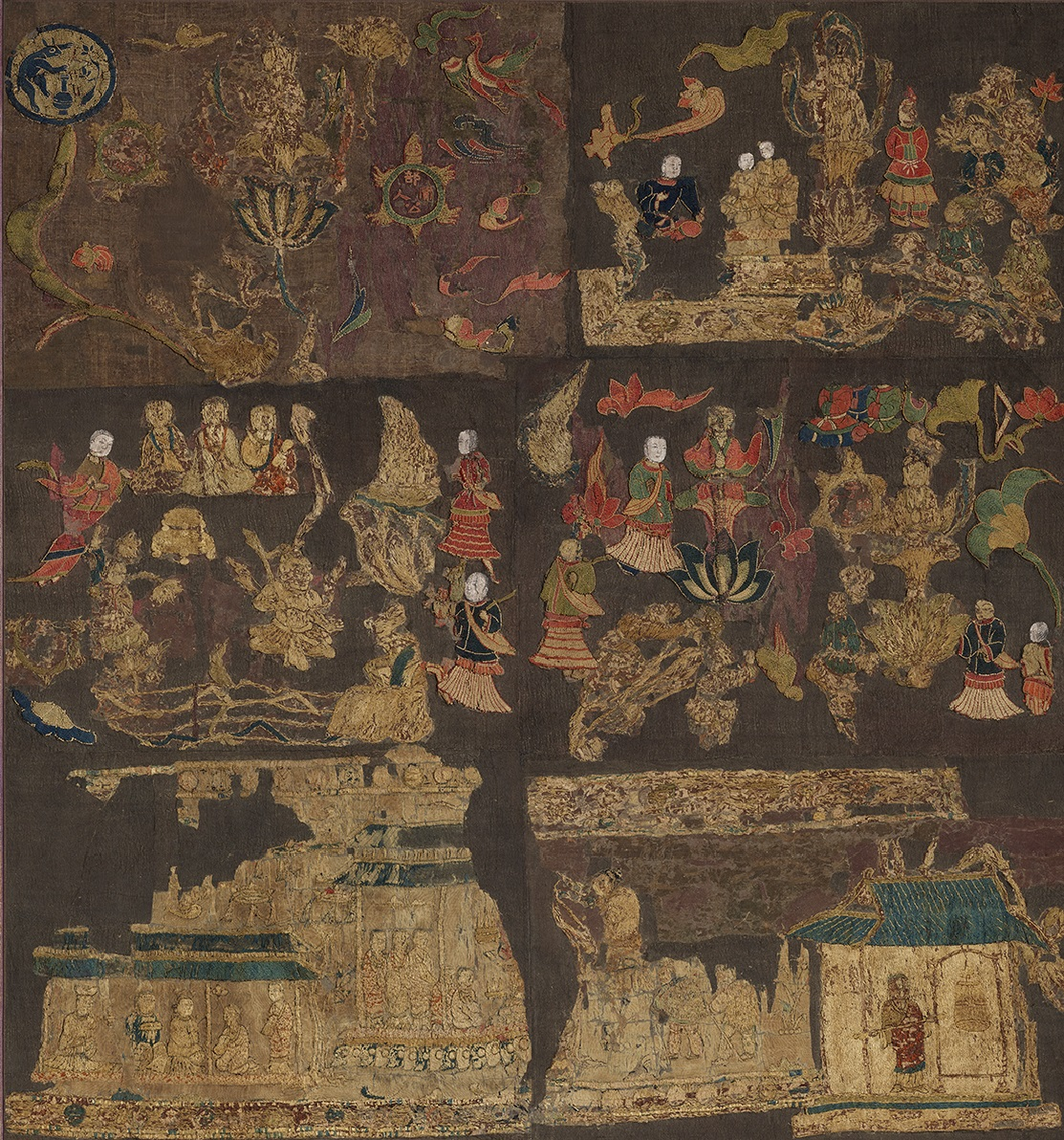
工艺品：天寿国繡帳（中宮寺藏）

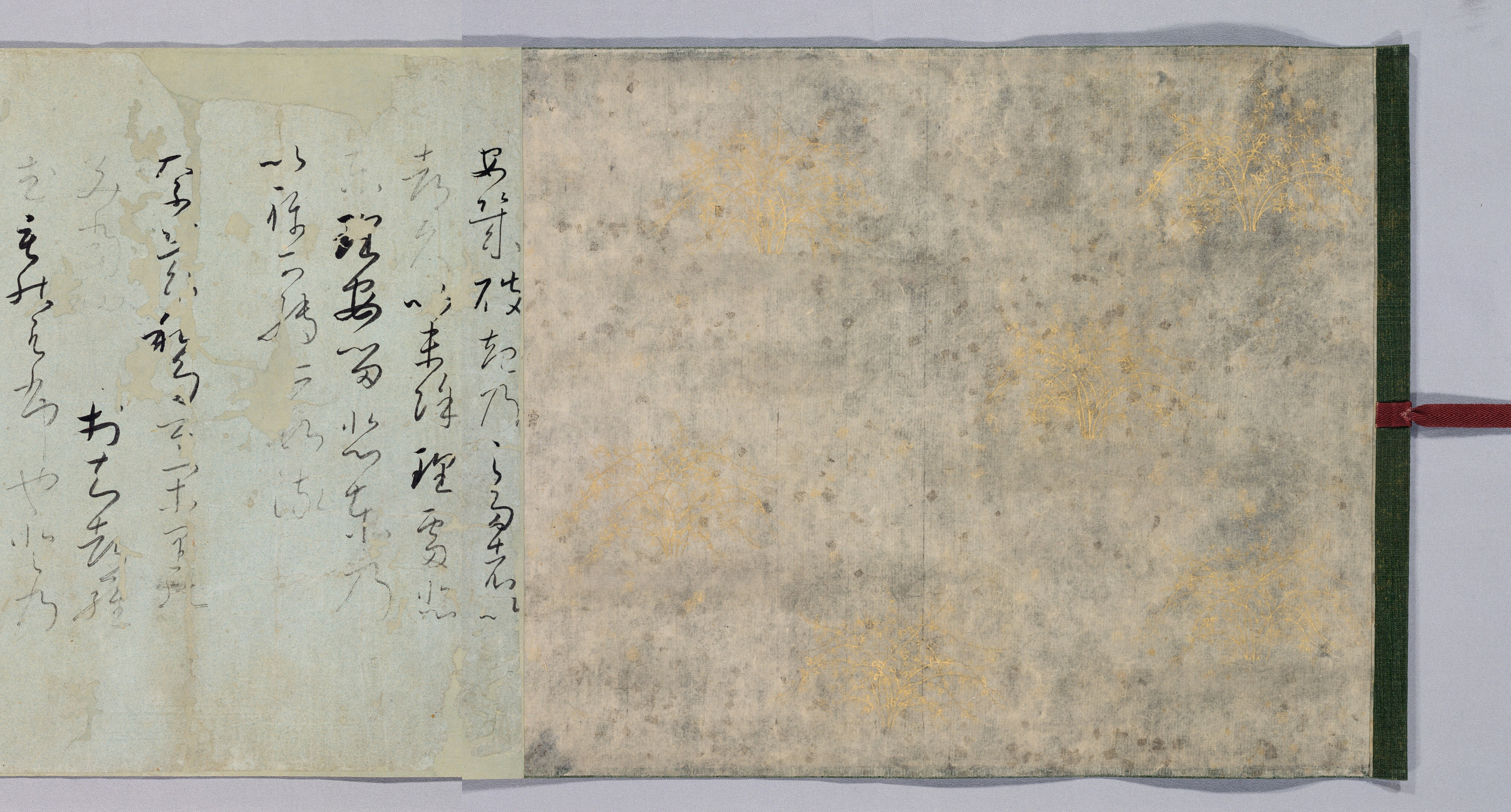
書跡・典籍：秋萩帖（東京国立博物館藏）

古文書：弘法大師筆尺牘「風信帖」（東寺藏）

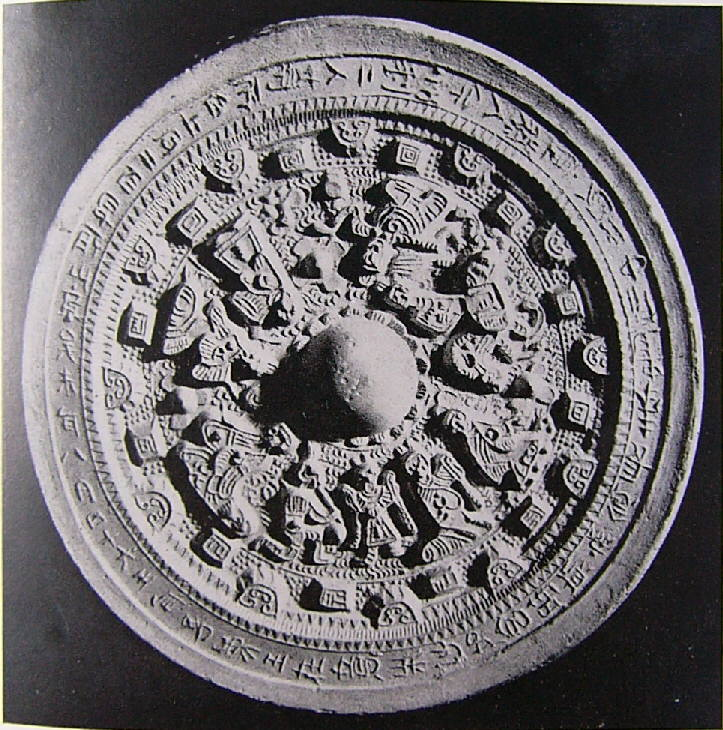
考古资料：人物画像鏡（隅田八幡神社藏）

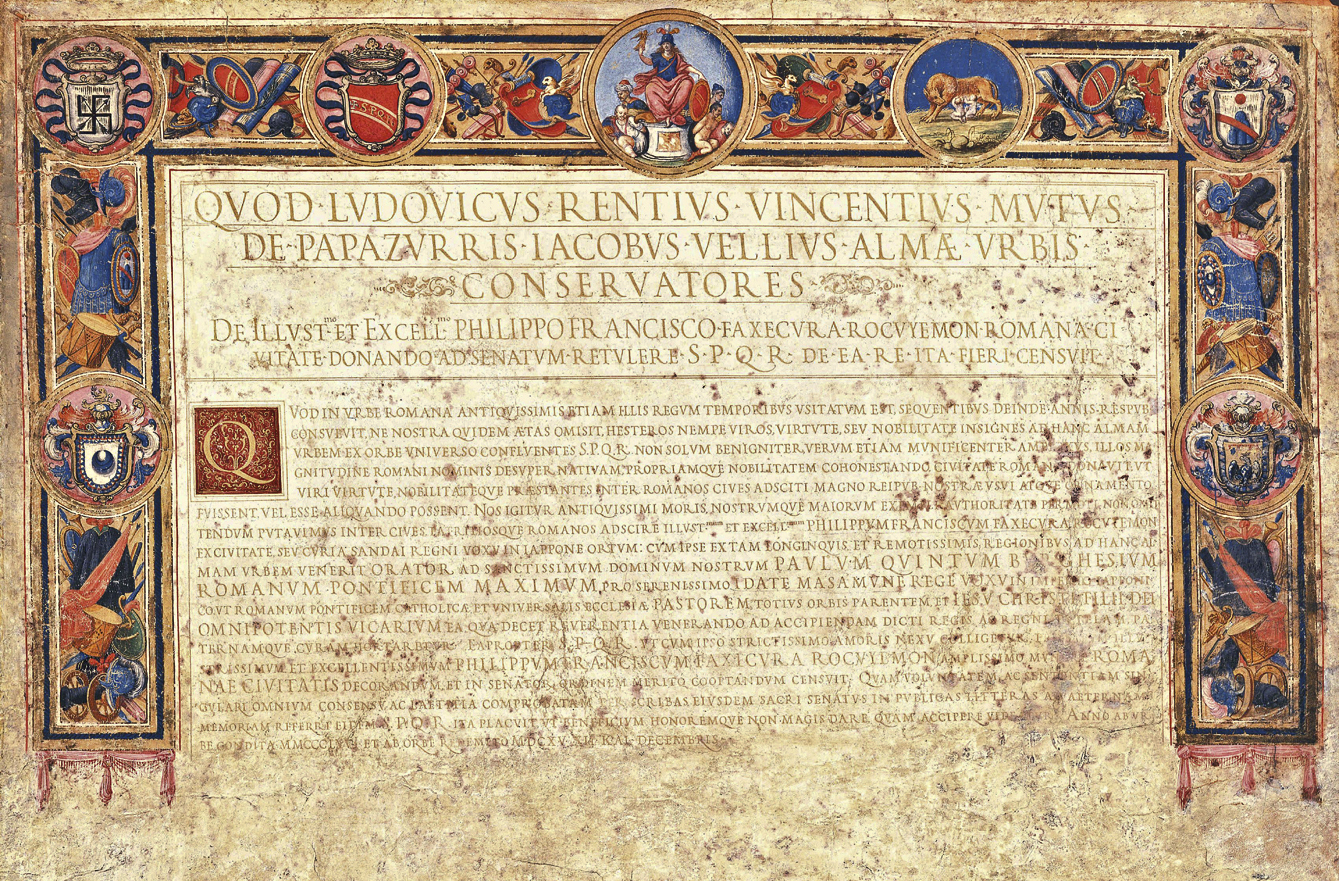
歴史资料：慶長遣欧使節关系资料——罗马市公民权证书（仙台市博物館藏）

国宝（日语：／ kokuhō）为日本近代以来根据法律指定的具有极高的文化史或学术价值的有形文化财，主要包括工艺美术品以及建筑物等。
根据日本《文化财保护法》第27条第2项规定，国宝是指国家根据本法指定的重要有形文化财中，从世界文化的视角具有独一无二的极高价值的国民的宝物。其中包括建筑物、绘画、雕刻、工艺品、书法・典籍、古文書、考古资料及历史资料等类别。根据上述定义，国宝属于重要文化财中的一部分，外延小于后者。国宝与重要文化财的认定程序，参照条目日本国宝列表、重要文化财。
此外，日本的“人间国宝”（／）是指被认定为重要无形文化财的艺术或工艺技术的持有者，与本条目的“国宝”无关。

## 国宝数量

### 国宝指定件数
截至2024年8月1日，日本国宝的指定件数如下：
- 总数 1,137件
  - 建筑物 231件（295栋）
  - 美术工艺品 906件 
    - 绘画 166件
    - 雕刻 140件
    - 工艺品 254件
    - 书法・典籍 232件
    - 古文书 62件
    - 考古资料 49件
    - 历史资料 3件

### 下落不明的国宝数量
根据文化厅在2023年4月的调查结果，于2014年7月被指定的重要文化财的美术工艺品共计10524件，由于持有文化财的个人的搬迁、死亡、盗窃等原因导致文物下落不明的共计139件（国宝0件），还有需要追加确认的共计49件（国宝7件）。下落不明的139件文化财中，包括工工艺品75件（含刀剑72件，盗窃5件）、书籍・典籍22件（盗窃1件）、雕刻15件（盗窃12件）、绘画15件（盗窃6件）、古文书10件（盗窃3件）、考古资料2件（盗窃1件）。下落不明的事由包括所有人迁居41件、所有人死亡36件、盗窃28件、出售9件、法人解散2件及理由不明23件。此外，在1950年文化财保护法颁布前已经下落不明的文物有97件，颁布后失踪的有42件。文化厅在其网站上公布了失踪文物的具体情况。

## “旧国宝”与“新国宝”
“国宝”这一用语的含义在文化财保护法施行前后有着明显的变化。在该法于1950年施行之前，国宝的含义等同于重要文化财，所有被国家指定的有形文化财（包括美术工艺品及建筑物）都被称作“国宝”。
本身“国宝”（national treasures，意为“国民或民族的宝物”）这一概念是由明治时期旅日的美术史学者欧内斯特·菲诺洛萨提出的。首次在法律中提到这个概念还是1897年日本颁布的《古社寺保存法》。根据该部法律，同年12月28日，日本政府首次颁布了认定的国宝清单。此后在1929年，《国宝保存法》取代了古社寺保存法，直至1950年被新的文化财保护法取代。截至1950年，依照古社寺保存法及国宝保存法而被认定的“国宝”共计5824件宝物类（美术工艺品）和1059件建筑物。上述国宝即所谓“旧国宝”，在1950年8月29日施行的文化财保护法下均被认定为“重要文化财”，而在这中间又挑选出了一批文化价值尤其珍贵，独一无二的文物，并指定为“国宝”。为了避免混淆，在旧法下被指定的“旧国宝”与文化财保护法中被指定的“新国宝”两种称谓应运而生。根据文化财保护法首次进行的“新国宝”指定完成于1951年6月9日。至今为止，被指定的新国宝尚未被降级认定为“重要文化财”。

## 国宝指定的对象
根据文化财保护法的规定，有形文化财可以被指定为国宝，具体包括建筑物、绘画、雕刻、工艺品、书法・典籍、古文書、考古资料及历史资料等（同法第2条第1项第1号）。因此，古坟、贝塚及建筑旧址等均不属于国宝指定的对象。值得一提的是，奈良县・高松塚古坟本身根据文化财保护法第109条第2项被指定为“特别史迹”，而石室内的壁画则作为“绘画”被指定为国宝。
此外，国宝建筑物与其邻接的土地往往会被合并指定为国宝。例如清水寺本堂（京都府）、宇治上神社本殿（京都府）、净土寺本堂（广岛县）等例子。
往往人们会看到“国宝○○寺”或“国宝○○城”这样的表述，但严格来讲，并非寺院或城郭整体被指定为国宝，往往只是其中的个别建筑物。例如姫路城，被指定为国宝的物件仅有4栋天守以及相连接的渡櫓，其他的建筑物均为认定为重要文化财。
御物（即日本皇室的私有物）以及除了三之丸尚藏馆之外的宮内庁（書陵部、京都事务所、正仓院事务所）所管理的皇室相关的文物尽管属于有形文化财，但原则上不被列入文化财保护法规定的国宝、重要文化财、史迹或特别史迹等。这一做法沿袭自二战之前的惯例。因此正仓院宝物、桂离宮、修学院离宫等并没有被指定为国宝。
但上述惯例中也有例外，例如正仓院的建筑在1997年作为“古都奈良文物”申报世界遗产时，将“正仓院正仓一栋”认定为国宝。这也是为了满足认定世界文化遗产的要求而采取的特殊处置（详细参见正仓院条目）。2018年6月，宫内厅举行的相关会议上，部分有识之士提出“应当向国民展示三之丸尚藏馆收藏品的价值”，建议将该馆收藏的文物也列入国宝及重要文化财的范围。在2021年7月，该馆收藏的部分文物被指定为国宝。在2022年8月23日，宫内厅与文化厅一致决定，从2023年10月起，将三之丸尚藏馆从宫内厅转移至国立文化财机构管辖，并由文化厅对其中的收藏品进行管理。2022年11月，该馆的三件文物又被指定为国宝。

## 各类别国宝概述
以下说明均根据2019年3月时点的指定情况。

### 建筑物类

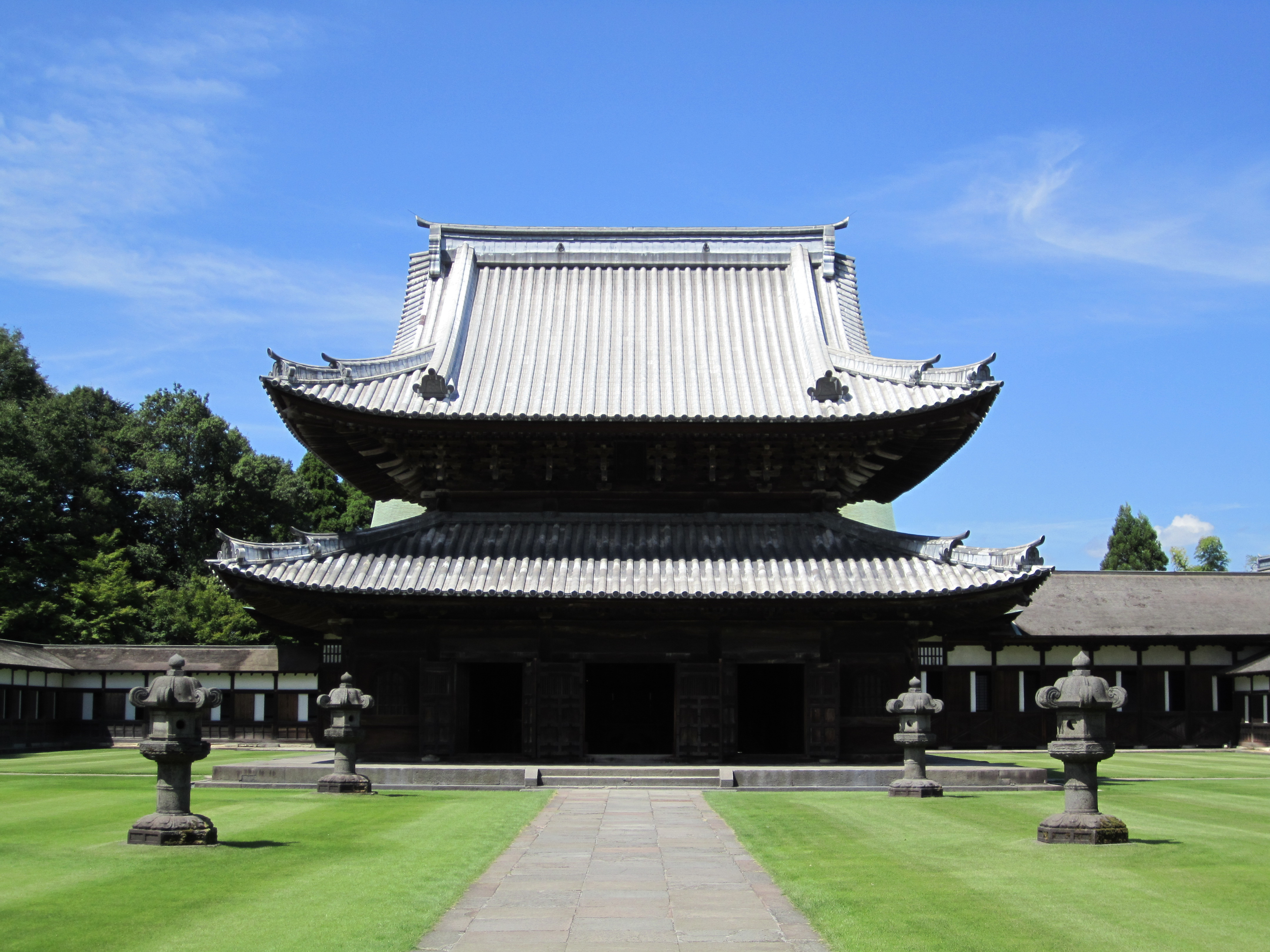
近世建築：瑞龍寺仏殿

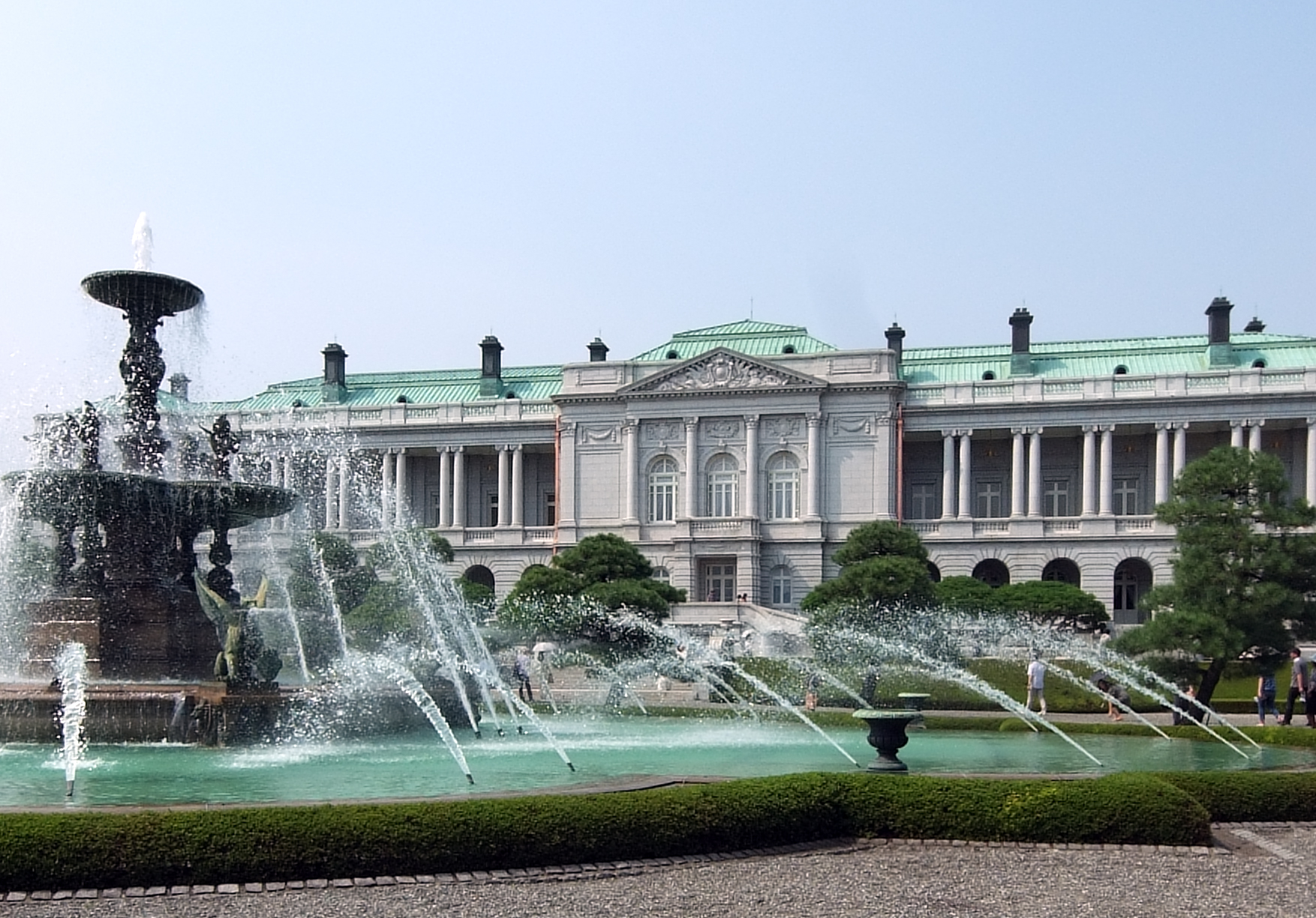
近代建築：旧東宮御所（迎賓館赤坂離宮）

截至2019年3月，被列入国宝的建筑物中，近世以前的建筑物有224件（内含：神社40件、寺院157件、城郭9件、住宅14件、民宅0件及其他4件）、近代建筑2件（内含：产业・交通・土木1件、住宅1件），合计226件。
上述的“住宅”是指城郭的殿宇、社寺的书院、客殿等，而“民宅”是指町屋、农家等平民建筑。目前尚无被列入国宝的民宅。
自从1967年法隆寺纲封藏以来，30多年间并未指定新的国宝建筑物。在1997年，正仓院正仓和瑞龙寺部分建筑被指定为国宝。正仓院的入选是因为日本申请世界文化遗产的需要，而瑞龙寺佛殿・法堂・山门是在昭和50年代的社寺建筑调查中，专家对近世社寺建筑做出了较高的评价后入选的。此后，2002年的知恩院本堂・三门（京都）、2004年的长谷寺本堂（奈良）、2005年的东大寺二月堂（奈良）、2008年的青井阿苏神社本殿・廊・幣殿・拜殿・楼门（熊本）等一系列近世建筑都获选为日本国宝。
此外，作为欧式建筑的国宝，原本只有大浦天主堂（长崎），但在2009年，首个作为近代建筑物被指定为国宝的旧东宫御所（迎宾馆赤坂离宫）成为了第二个国宝中的欧式建筑。
比较特殊的建筑物为元兴寺（奈良）与海龙王寺（奈良）的五重小塔。上述两幢塔分别只有5.5米和4米高，最初均放置在室内，但最终仍然不是作为工艺品而是以建筑物类别被指定为国宝。

### 绘画类
绘画类的国宝包括佛像、卷轴、肖像画、水墨画、障壁画等多种美术形式。古坟壁画包括高松塚古坟壁画和龟虎古坟壁画。此外如平等院凤凰堂壁扉画、醍醐寺五重塔初层壁画、室生寺金堂壁画等，不仅其建筑物被列入国宝，绘画作品本身也单独列入国宝。此外，也不仅包括日本人的作品，自古以来从中国（宋元时期为主）传来的绘画也多被列入国宝范围。作品被指定为国宝的画家包括雪舟、狩野正信、狩野永德、長谷川等伯、俵屋宗達、尾形光琳、円山応挙、池大雅、与謝蕪村、渡辺崋山、浦上玉堂以及中国的梁楷、李迪、宋徽宗皇帝等人。值得注意的是，截至2019年，仍然没有被指定为国宝的浮世绘作品。
严岛神社的平家纳经并没有被列入书法典籍类，而是作为绘画被列入国宝。同类例子包括《扇面法華経冊子》（四天王寺、东京国立博物馆）、《白描絵料紙金光明経》（京都国立博物馆）。这主要是因为评审者认为与典籍内容相比，绘画部分的历史文化价值更高。

### 雕刻类
雕刻类的国宝基本上属于佛教或神道教相关的佛像、神像，时代上仅限于镰仓时代以前。其中比较特殊的一件国宝是平等院凤凰堂本尊阿弥陀如来头顶的天盖，其单独作为雕刻类文物被列入国宝清单。
基本上雕刻类国宝都属于所在的寺社所有，作为例外的有奈良国立博物馆保管的药师如来坐像（京都・若王子社旧蔵）、东京・大仓集古馆（大仓文化财团）拥有的木造普贤菩萨骑象像（来源不明）、大分臼杵市拥有的臼杵磨崖佛。

### 工艺品类
工艺品类包括金工、漆工、织染、陶瓷器、刀剑、甲冑等各类文物，其中刀剑类文物占了几乎一半的数量。金工包括梵钟、佛具等佛教相关的物品。漆工包括砚箱、手箱等，往往带有日本特色漆工艺的蒔绘和螺鈿等。织染包括袈裟类以及奈良国立博物馆收藏的刺绣释迦如来说法图、当麻寺的綴织当麻曼荼罗图等佛教相关的文物。
陶瓷器方面被指定为国宝的较少。但其中著名的物件有曜变天目茶碗（静嘉堂文库等）来自中国的物件（截至2019年，共14件陶瓷文物中有8件来自中国）。刀剑包括日本刀以及装饰用刀剑等。此外也有一些难以归类的文物，包括熊野速玉大社、严岛神社、鹤冈八幡宮等古神物。这些多为各家神社奉纳给祭神的衣服及各类圣物。

### 书法・典籍类
“书法”类国宝包括天皇御笔墨宝、中日书法名家作品、古笔、禅林墨迹、法帖等日本书法史上的珍宝。“典籍”类包括经典、物语、和歌集、史书等文字作品中价值极高的书籍。其中有些作品既有书法史上的价值，又有文学作品或历史典籍的价值，那在评定时往往会被侧重于更高价值的一面。
与绘画类国宝类似，也有不少物件来自中国古代，也包括一些宋代刊刻的古书。

### 古文书类
古文书在国宝的语境下念成。最初古文书类也归入“书法・典籍”一类，但从1985年开始，两者开始独立分类，对于现存的国宝也进行了再次分类。古文书类的物件从严格意义上讲往往属于信函或其他文件（有明确的发出方和接收方，往往有一定的写作目的），此外也包括日记等。
目前已列入国宝的古文书中，大多数为书信函件，此外也有东大寺文书、东寺百合文书、岛津家文书、上杉家文书等独立收藏整理的文书，以及寺院的账目、日记、祷文、遺告（遺言）、谱系图等。空海、最澄、藤原佐理等人的书信，不仅有史料价值，而且在书法史上也有极高的地位。
比较特殊的古文书类包括京都・妙法院的《葡萄牙国印度副王亲书》、栃木笠石神社的那須国造碑等。

### 考古资料类
此类资料主要包括绳文时代、弥生时代、古坟时代的出土物以及墓志铭等物件。最新的物件包括东京普済寺的“石幢”，其属于日本南北朝时代的物品。

### 历史资料类
这一分类的国宝数量较少，在2019年3月的时点，仅有以下三件。
- 庆长遣欧使节相关资料（仙台市博物馆、2000年指定）
- 琉球王国尚家相关资料（冲绳那覇市历史博物馆、2006年指定）
- 伊能忠敬相关资料（千叶香取市、伊能忠敬纪念馆保管、2010年指定）

## 国宝的地理分布
根据左图显示，日本国宝中的绝大多数都位于关西的近畿地区和关东的东京都附近，少部分位于本州岛西部或北部。截至2019年3月，日本尚无被指定国宝的县为德岛县及宫崎县。但在五岛美术馆收藏的日向国西都原古坟出土的金銅馬具類实际是在宫崎县西都市出土的。

## 国宝的年代
日本国宝反映了日本文化和日本建筑史的发展历程，最早的物件可以追溯到6500年前，而最近的国宝则是在20世纪初落成的赤坂离宫。

## 脚注
注釋
1. ↑  下列所谓“件数”，并非文物的实际个数。例如在福冈县宗像大社的沖津宮祭祀遗址出土的文物有8万多件、京都・醍醐寺的醍醐寺文书圣教（もんじょしょうぎょう）有69393件、京都府立京都学・历彩馆保管的东寺百合文书（とうじひゃくごうもんじょ）有24067件，但在统计中均记作一件

參考
1. ↑  .   [2024-08-30]. （原始内容存档于2024-08-30）.
2. ↑  . 公式ウェブサイト. 文化庁.   [2024-08-30]. （原始内容存档于2023-05-06）.
3. ↑  .   [2024-08-30]. （原始内容存档于2023-04-28）.
4. ↑  . 文化庁. 2023-04-07  [2023-04-26]. （原始内容存档于2023-04-07）.
5. ↑  所在不明文化财（国指定）の内訳 （页面存档备份，存于） 文化庁 2023年4月7日
6. ↑  . 文化庁.   [2024-08-30]. （原始内容存档于2021-05-13）.
7. ↑  官報1897年12月28日 （页面存档备份，存于） 『告示 / 内務省 / 第88号 / 古社寺保存法ニ依ル國寶ノ資格アル物件/p378』
8. ↑  官報1929年03月28日 （页面存档备份，存于） 『法律 / - / 第17号 / 國寶保存法/p759』
9. ↑  宮内庁三の丸尚蔵館の今後の保存・公開の在り方に関する提言 第4回 宮内庁
10. ↑  皇居内の三の丸尚蔵館、収蔵品管理を宮内庁から文化庁へ移管 朝日新聞 2022年8月23日
11. ↑  文化審議会答申 （国宝・重要文化财（美術工芸品）の指定等）Ⅱ．解説１．国宝（美術工芸品）の指定  文化庁
12. ↑  『月刊文化财 664号』 2019，第8頁.
13. ↑  . 公式ウェブサイト. 文化庁. 2019-03-01  [2020-05-30]. （原始内容存档于2023-04-28）.
14. ↑  . Tōkamachi City Museum.   [2009-05-15]. （原始内容存档于2011-07-21） （日语）.

## 外部連結
- 東京國立博物館：國寶 （页面存档备份，存于）